# MTV Movie Awards 2014
Die Verleihung der MTV Movie Awards 2014 fand am 13. April 2014 im Nokia Theatre in Downtown Los Angeles, Kalifornien, statt. Moderator der Show war Conan O’Brien.
Mit acht Nennungen erhielten American Hustle und The Wolf of Wall Street die meisten Nominierungen, gefolgt von Die Tribute von Panem – Catching Fire mit sieben Nominierungen. Drei Auszeichnungen gingen an Die Tribute von Panem – Catching Fire, gefolgt von Wir sind die Millers, The Wolf of Wall Street und Das ist das Ende mit je zwei Auszeichnungen.

## Präsentatoren
- Lupita Nyong’o
- Seth MacFarlane und Amanda Seyfried
- Shailene Woodley und Ansel Elgort
- Chris Pratt
- Jared Leto
- Rita Ora und Jessica Alba
- Elliot Page
- Mila Kunis und Jonah Hill
- Orlando Bloom
- Seth Rogen, Zac Efron und Dave Franco
- Jordana Brewster
- Cameron Diaz, Kate Upton, Leslie Mann und Nicki Minaj
- Aaron Taylor-Johnson
- Adrian Grenier, Jerry Ferrara und Kevin Dillon
- Andrew Garfield, Emma Stone und Jamie Foxx
- Iggy Azalea und Miles Teller
- Johnny Depp

## Auftritte
Folgende Künstler traten während der Veranstaltung auf:
- Conan O’Brien & Adam DeVine – Eröffnungsnummer
- Twenty One Pilots – Car Radio
- Eminem und Rihanna – The Monster
- Ellie Goulding & Zedd – Beating Heart & Find You

## Preisträger und Nominierte

### Bester Film
Die Tribute von Panem – Catching Fire (The Hunger Games: Catching Fire)
- American Hustle
- Der Hobbit: Smaugs Einöde (The Hobbit: The Desolation of Smaug)
- The Wolf of Wall Street
- 12 Years a Slave

### Bester Schauspieler
Josh Hutcherson – Die Tribute von Panem – Catching Fire (The Hunger Games: Catching Fire)
- Bradley Cooper – American Hustle
- Leonardo DiCaprio – The Wolf of Wall Street
- Chiwetel Ejiofor – 12 Years a Slave
- Matthew McConaughey – Dallas Buyers Club

### Beste Schauspielerin
Jennifer Lawrence – Die Tribute von Panem – Catching Fire (The Hunger Games: Catching Fire)
- Amy Adams – American Hustle
- Jennifer Aniston – Wir sind die Millers (We’re the Millers)
- Sandra Bullock – Gravity
- Lupita Nyong’o – 12 Years a Slave

### Bester Newcomer
Will Poulter – Wir sind die Millers (We’re the Millers)
- Liam James – Ganz weit hinten (The Way, Way Back)
- Michael B. Jordan – Fruitvale (Fruitvale Station)
- Margot Robbie – The Wolf of Wall Street
- Miles Teller – The Spectacular Now – Perfekt ist jetzt (The Spectacular Now)

### Bester Bösewicht
Mila Kunis – Die fantastische Welt von Oz (Oz the Great and Powerful)
- Barkhad Abdi – Captain Phillips
- Benedict Cumberbatch – Star Trek Into Darkness
- Michael Fassbender – 12 Years a Slave
- Donald Sutherland – Die Tribute von Panem – Catching Fire (The Hunger Games: Catching Fire)

### Bester Angsthase
Brad Pitt – World War Z
- Rose Byrne – Insidious: Chapter 2
- Jessica Chastain – Mama
- Vera Farmiga – Conjuring – Die Heimsuchung (The Conjuring)
- Ethan Hawke – The Purge – Die Säuberung (The Purge)

### Bester Oben-Ohne-Auftritt
Zac Efron – Für immer Single? (That Awkward Moment)
- Jennifer Aniston – Wir sind die Millers (We’re the Millers)
- Sam Claflin – Die Tribute von Panem – Catching Fire (The Hunger Games: Catching Fire)
- Leonardo DiCaprio – The Wolf of Wall Street
- Chris Hemsworth – Thor – The Dark Kingdom (Thor: The Dark World)

### Beste Comedy-Darbietung
Jonah Hill – The Wolf of Wall Street
- Kevin Hart – Ride Along
- Johnny Knoxville – Jackass: Bad Grandpa (Jackass Presents: Bad Grandpa)
- Melissa McCarthy – Taffe Mädels (The Heat)
- Jason Sudeikis – Wir sind die Millers (We’re the Millers)

### Bester Filmkuss
Jennifer Aniston, Will Poulter & Emma Roberts – Wir sind die Millers (We’re the Millers)
- Amy Adams & Jennifer Lawrence – American Hustle
- Ashley Benson, James Franco & Vanessa Hudgens – Spring Breakers
- Joseph Gordon-Levitt & Scarlett Johansson – Don Jon
- Miles Teller & Shailene Woodley – The Spectacular Now – Perfekt ist jetzt (The Spectacular Now)

### Beste Kampfszene
Orlando Bloom & Evangeline Lilly vs. Orks – Der Hobbit: Smaugs Einöde (The Hobbit: The Desolation of Smaug)
- Jason Bateman vs. Melissa McCarthy – Voll abgezockt (Identity Thief)
- Sam Claflin, Josh Hutcherson & Jennifer Lawrence vs. Mutant Monkeys – Die Tribute von Panem – Catching Fire (The Hunger Games: Catching Fire)
- James Franco, Seth Rogen vs. Jonah Hill – Das ist das Ende (This Is the End)
- Die Besetzung von Anchorman – Die Legende kehrt zurück (Anchorman 2: The Legend Continues)

### Bestes Filmpaar
Vin Diesel & Paul Walker – Fast & Furious 6
- Amy Adams & Christian Bale – American Hustle
- Ice Cube & Kevin Hart – Ride Along
- Leonardo DiCaprio & Jonah Hill – The Wolf of Wall Street
- Jared Leto & Matthew McConaughey – Dallas Buyers Club

### Bester Musikmoment
Backstreet Boys, Jay Baruchel, Seth Rogen & Craig Robinson – Das ist das Ende (This Is the End)
- Leonardo DiCaprio – The Wolf of Wall Street
- Jennifer Lawrence – American Hustle
- Melissa McCarthy – Voll abgezockt (Identity Thief)
- Will Poulter – Wir sind die Millers (We’re the Millers)

### Bester WTF-Moment
Leonardo DiCaprio – The Wolf of Wall Street
- Steve Carell, Will Ferrell, David Koechner & Paul Rudd – Anchorman – Die Legende kehrt zurück (Anchorman 2: The Legend Continues)
- Cameron Diaz – The Counselor
- Johnny Knoxville & Jackson Nicoll – Jackass: Bad Grandpa (Jackass Presents: Bad Grandpa)
- Danny McBride & Channing Tatum – Das ist das Ende (This Is the End)

### Beste Filmverwandlung
Jared Leto – Dallas Buyers Club
- Christian Bale – American Hustle
- Elizabeth Banks – Die Tribute von Panem – Catching Fire (The Hunger Games: Catching Fire)
- Orlando Bloom – Der Hobbit: Smaugs Einöde (The Hobbit: The Desolation of Smaug)
- Matthew McConaughey – Dallas Buyers Club

### Bester Filmheld
Henry Cavill – Man of Steel
- Robert Downey Jr. – Iron Man 3
- Martin Freeman – Der Hobbit: Smaugs Einöde (The Hobbit: The Desolation of Smaug)
- Chris Hemsworth – Thor – The Dark Kingdom (Thor: The Dark World)
- Channing Tatum – White House Down

### Bester Gastauftritt
Rihanna – Das ist das Ende (This Is the End)
- Robert De Niro – American Hustle
- Tina Fey & Amy Poehler – Anchorman – Die Legende kehrt zurück (Anchorman 2: The Legend Continues)
- Joan Rivers – Iron Man 3
- Kanye West – Anchorman – Die Legende kehrt zurück (Anchorman 2: The Legend Continues)

### Lieblingsfigur
Beatrice „Tris“ Prior (gespielt von Shailene Woodley) – Die Bestimmung – Divergent (Divergent)
- Katniss Everdeen (gespielt von Jennifer Lawrence) – Die Tribute von Panem – Catching Fire (The Hunger Games: Catching Fire)
- Loki Laufeyson (gespielt von Tom Hiddleston) – Thor – The Dark Kingdom (Thor: The Dark World)
- Veronica Mars (gespielt von Kristen Bell) – Veronica Mars
- Khan Noonien Singh (gespielt von Benedict Cumberbatch) – Star Trek Into Darkness

### Trailblazer Award
Channing Tatum

### Generation Award
Mark Wahlberg

### Tribute
Paul Walker